# Campionato italiano di hockey su ghiaccio 1991-1992
Il Campionato italiano di hockey su ghiaccio 1991-92 è stato organizzato come di consueto dalla FISG.

## Serie A
Dopo la rinuncia del Merano, vincitore nella stagione precedente del campionato di serie B, e la retrocessione del Cortina, debutta in serie A, in veste di matricola, lo Zoldo, su decisione del Comitato Tecnico della F.I.S.G..
Il torneo di questa edizione prevede un girone di qualificazione ai playoff, che tornano dopo una stagione d'assenza, con la disputa di un solo girone di andata e ritorno. Le prime otto squadre della classifica finale accedono alla seconda fase ad eliminazione. L'ultima retrocede in Serie B.

### Formazioni
Le squadre iscritte al torneo sono 10: Devils Milano, Alleghe, Milano Saima, Bolzano, Asiago, Varese, Fassa, Brunico, Fiemme Cavalese e Zoldo.

### Regular Season
Lo Zoldo, neopromossa, retrocede in serie B.

### Playoff
|  | Quarti di finale | Quarti di finale | Quarti di finale | Quarti di finale | Quarti di finale | Quarti di finale | Quarti di finale |  |  | Semifinali    | Semifinali    | Semifinali   | Semifinali   | Semifinali   | Semifinali | Semifinali |   |   | Finale        | Finale        | Finale        | Finale | Finale | Finale | Finale |  |
|  |                  |                  |                  |                  |                  |                  |                  |  |  |               |               |              |              |              |            |            |   |   |               |               |               |        |        |        |        |  |
|  | Devils Milano    | Devils Milano    | Devils Milano    | Devils Milano    | 14               | 8                | 11               |  |  |               |               |              |              |              |            |            |   |   |               |               |               |        |        |        |        |  |
|  | Bruneck-Brunico  | Bruneck-Brunico  | Bruneck-Brunico  | Bruneck-Brunico  | 0                | 2                | 3                |  |  | Devils Milano | Devils Milano | 6            | 2            | 6            | 5          | 5          |   |   |               |               |               |        |        |        |        |  |
|  | Bolzano          | Bolzano          | Bolzano          | Bolzano          | 2                | 0                | 5                |  |  | Asiago        | Asiago        | 4            | 4            | 1            | 9          | 3          |   |   |               |               |               |        |        |        |        |  |
|  | Asiago           | Asiago           | Asiago           | Asiago           | 7                | 3                | 6                |  |  |               |               |              |              |              |            |            |   |   | Devils Milano | Devils Milano | Devils Milano | 2      | 7      | 9      | 4‡     |  |
|  | 2                | Alleghe          | Alleghe          | Alleghe          | 7                | 7                | 9                |  |  |               |               | Milano Saima | Milano Saima | Milano Saima | 3          | 2          | 7 | 3 |               |               |               |        |        |        |        |  |
|  | 7                | Fassa Falcons    | Fassa Falcons    | Fassa Falcons    | 6                | 2                | 2                |  |  | Alleghe       | Alleghe       | Alleghe      | Alleghe      | 3            | 5          | 2          |   |   |               |               |               |        |        |        |        |  |
|  | 3                | Milano Saima     | 3                | 3                | 4                | 5                | 4                |  |  | Milano Saima  | Milano Saima  | Milano Saima | Milano Saima | 4            | 8          | 7          |   |   |               |               |               |        |        |        |        |  |
|  | 6                | Varese           | 2                | 4                | 1                | 7                | 1                |  |  |               |               |              |              |              |            |            |   |   |               |               |               |        |        |        |        |  |

‡: partita terminata ai tiri di rigore

#### Semifinali
Nelle semifinali, il Milano Saima elimina in tre gare l'Alleghe (4-3; 8-5; 7-2). I Devils Milano, inaspettatamente, trovano invece un avversario più ostico del previsto: l'Asiago, che, persa Gara-1 al Palazzetto dello Sport per 6-4, riesce a portare in pareggio la serie vincendo all'Odegar per 4-2. In Gara-3 i Devils impongono il fattore campo vincendo 6-1, ma i vicentini non sono ancora domi e in Gara-4 pareggiano di nuovo i conti, vincendo 9-5. In Gara-5 i rossoneri milanesi conquistano, per la prima volta, l'accesso alla finale vincendo per 5-3.

#### Finale
Mai, prima di questo torneo, si era disputato un derby per la conquista del tricolore.
I Devils Milano sono favoriti, oltre che nei pronostici, anche nel fattore campo, ma in Gara 1, arbitrata da Giorgio Moschen e davanti a 4.000 spettatori, questo salta e vede la vittoria della Saima per 3-2 (1-1; 2-1; 0-0). Le reti dei Devils sono di Bruno Baseotto e Vito D'Angelo; per la Saima vanno a rete Kevin Lavallee, Constant Priondolo e John Vecchiarelli. In questa prima gara si segnala un'ottima prestazione del portiere dei padroni di casa Roberto Romano, che rende meno ampio il risultato finale.
Al Forum, davanti a 10.800 spettatori, i Devils ristabiliscono l'equilibrio nella Serie vincendo Gara 2 per 7-2 (2-1; 3-0; 2-1). L'arbitro è Ruggero Savaris. Le reti dei padroni di casa sono segnate da Reed David Larson e John Chabot, mentre per i rossoneri vanno in gol Santino Pellegrino (2), Mike Richard (2), Gaetano Orlando, Ivano Zanatta e Robert Mark Napier.
Al termine di Gara 3, al PalaCandy davanti a 4.000 spettatori, i Devils guidano la Serie per 2-1, dopo aver vinto per 9-7 (3-2; 3-2; 3-3) un match combattuto arbitrato da Serafino Pisoni. Le reti rossonere sono realizzate da Robert Mark Napier (3), Maurizio Catenacci (2), Ivano Zanatta, Vito D'Angelo, Gaetano Orlando e Bruno Baseotto, mentre per i rossoblu segnano Paul Beraldo (2), Tony Fiore, Joe Foglietta, Kevin Lavallee, John Chabot e Reed David Larson.
A causa delle intemperanze dei tifosi saimini in Gara 2 e 3, Gara 4, giocata al Forum e arbitrata da Giorgio Moschen, viene disputata a porte chiuse. In un clima surreale, la partita termina in parità sul 3-3 (3-2; 0-0; 0-0), ma ai tiri di rigore, i rossoneri hanno la meglio e conquistano il loro primo scudetto. Nei tempi regolamentari, per i rossoblu segnano Constant Priondolo, John Vecchiarelli e Joe Foglietta, mentre per i Devils realizzano Maurizio Scudier, Gaetano Orlando e Tom Tilley.

##### Finale 3º/4º posto
|  | Finale 3º/4º posto |         |   |   |   |  |
|  |                    |         |   |   |   |  |
|  | 2                  | Alleghe | 8 | 1 | 3 |  |
|  | 5                  | Asiago  | 5 | 7 | 6 |  |

Il terzo posto viene conquistato dall'Asiago, nonostante in Gara 1, l'Alleghe vinca per 8-5. Nelle successive due gare i giallorossi salgono sul gradino più basso del podio, battendo le civette per 7-1 e 6-3.

#### Finali 5º/6º e 7º/8º posto
Le perdenti dei quarti di finale disputano delle partite di piazzamento, al meglio delle tre gare, per la conquista del quinto e settimo posto.
|  | Semifinali 5º/6º posto | Semifinali 5º/6º posto | Semifinali 5º/6º posto | Semifinali 5º/6º posto | Semifinali 5º/6º posto |  |  | Finale 5º/6º posto | Finale 5º/6º posto | Finale 5º/6º posto | Finale 5º/6º posto | Finale 5º/6º posto |  |
|  |                        |                        |                        |                        |                        |  |  |                    |                    |                    |                    |                    |  |
|  | Bolzano                | Bolzano                | Bolzano                | 9                      | 13                     |  |  |                    |                    |                    |                    |                    |  |
|  | Bruneck-Brunico        | Bruneck-Brunico        | Bruneck-Brunico        | 5                      | 2                      |  |  | Bolzano            | Bolzano            | Bolzano            | 7                  | 10                 |  |
|  | Varese                 | Varese                 | Varese                 | 5                      | 6                      |  |  | Varese             | Varese             | Varese             | 4                  | 4                  |  |
|  | Fassa Falcons          | Fassa Falcons          | Fassa Falcons          | 3                      | 2                      |  |  |                    |                    |                    |                    |                    |  |

Bolzano batte il Brunico 9-5 e 13-2, mentre Varese ha la meglio sul Fassa (5-3; 6-2). Il quinto posto è ad appannaggio di Bolzano che supera Varese per 7-4 in casa e 10-4 al Palalbani.

##### Finale 7º/8º posto
|  | Finale 7º/8º posto |                 |                 |   |   |  |
|  |                    |                 |                 |   |   |  |
|  | Fassa Falcons      | Fassa Falcons   | Fassa Falcons   | 8 | 7 |  |
|  | Bruneck-Brunico    | Bruneck-Brunico | Bruneck-Brunico | 3 | 2 |  |

Il settimo posto viene conquistato dal Fassa con una doppia vittoria sui pusteresi (8-3; 7-2).
 L'Hockey Club Devils Milano vince il suo primo scudetto.

Formazione Campione d'Italia: Bruno Baseotto - Maurizio Catenacci - Anthony Circelli - Alessandro Cintori - Vito D'Angelo - Michael De Angelis - Massimiliano Durante - Doug McCarthy - Rick Anthony Morocco - Mark Robert Napier - Gaetano Orlando - Santino Pellegrino - Michael Richard - Roberto Romano - Nicolino Sanza - Maurizio Scudier - Riccardo Tessari - Thomas Tilley - Ivano Zanatta.

Allenatore: Ted Sator.

### Classifica finale
| Pos. | Squadra         |
| ---- | --------------- |
| 1    | Devils Milano   |
| 2    | Milano Saima    |
| 3    | Asiago          |
| 4    | Alleghe         |
| 5    | Bolzano         |
| 6    | Varese          |
| 7    | Fassa Falcons   |
| 8    | Bruneck-Brunico |
| 9    | Fiemme          |
| 10   | Zoldo           |

### Marcatori
Il capocannoniere del torneo è Gaetano Orlando dei Devils Milano con 71 punti (32 gol e 39 assist), seguito da John Vecchiarelli (Milano Saima, 67 p.ti, 32 + 35), Maurizio Mansi (Brunico, 65 p.ti, 23 + 42), Michael Richard (Devils Milano, 64 p.ti, 27 + 37) e John Chabot (Milano, 62 p.ti, 13 + 49).

## Serie B
Il campionato fu funestato dalla morte del giovane giocatore del Gardena Miran Schrott durante uno scontro di gioco col difensore del CourmAosta Giacinto Boni il 14 gennaio 1992. La Federazione sospese in seguito Boni, squalifica che tuttavia venne in seguito annullata complice anche una protesta dei giocatori di tutte le altre squadre (ad eccezione di quelli del Gardena), organizzata da Maurizio Catenacci, che ritardarono l'inizio delle gare.

### Classifica finale
Il Gardena è promosso in serie A, SSI Forst ed HC Latemar retrocedono.

## Coppa Italia
La coppa Italia 1991 fu la terza edizione del torneo, che venne riproposta dopo 17 dall'ultima edizione (verrà poi interrotta per altri 7 anni).

### Finale
Alleghe -  Asiago 3-6

 Asiago -  Alleghe 4-6
 Grazie alla miglior differenza reti l'Asiago Hockey vince la sua prima Coppa Italia, che è anche il primo trofeo vinto dalla squadra dell'altopiano.